# Mary Taylor Slow
Pour les articles homonymes, voir Taylor et Slow (homonymie).
Mary Taylor Slow (15 juillet 1898 - 26 mai 1984) est une physicienne britannique qui a travaillé sur la théorie des ondes radio et l'application des équations différentielles à la physique.  

## Jeunesse et formation
Mary Taylor naît à Sheffield (Angleterre), le 15 juillet 1898. Ses deux parents sont instituteurs. Elle commence ses études à la Pomona Street Elementary School de Sheffield, puis au Sheffield High School, où elle remporte une bourse pour étudier au Girton College, l'université pour femmes de Cambridge. Elle y suit le Tripos de Sciences Naturelles. En 1920, elle est diplômée en mathématiques et en sciences naturelles. 

## Carrière et recherche
Taylor continuer à étudier au Girton College dans le cadre d'une série de bourses de recherche. De 1922 à 1924, elle est chargée de cours adjointe en mathématiques. Elle s'intéresse à la théorie des ondes radio et commence à mener des recherches sous la direction d'Edward Appleton, futur prix Nobel de physique, alors assistant démonstrateur en physique expérimentale au Laboratoire Cavendish de Cambridge. 
Lorsque Appleton quitte Cambridge pour rejoindre le King's College de Londres, Taylor part pour l'Université de Göttingen en Allemagne. Elle obtient son doctorat en 1926 pour une thèse, en allemand, sur les aspects des ondes électromagnétiques. Taylor reçoit la Bourse de recherche Yarrow qui lui permet de rester à Göttingen et de poursuivre ses travaux sur les ondes électromagnétiques avec le professeur Richard Courant. 
En 1929, Taylor retourne au Royaume-Uni et prend un poste d'agent scientifique à la Radio Research Station de Slough, un organisme gouvernemental de recherche scientifique appartenant au National Physical Laboratory. Elle poursuit ses recherches sur la théorie des ondes électromagnétiques, se spécialisant dans la théorie magnéto-ionique de la propagation des ondes radio et dans l'application d'équations différentielles à la physique et à la radio. Au cours de cette période, elle publie deux articles dans les Actes de la Société physique , tous deux sur des aspects de l'équation d'Appleton-Hartree. Taylor est membre de la London Mathematical Society et de la Cambridge Philosophical Society. 
En 1934, Taylor épouse Ernest Clive Slow ce qui met fin à sa carrière dans la fonction publique, les règles de la fonction publique de l'époque l'obligeant à démissionner du Radio Research Station. Le couple a deux filles.  
Taylor travaille alors pour le magazine Wireless Engineer, traduisant et résumant des articles relatifs aux ondes radios. Lorsque Clive Slow est recruté au Centre de recherche et de développement pour la défense aérienne, la famille déménage à Malvern. Taylor commence a enseigner les mathématiques dans des écoles locales, notamment la Worcester Grammar School for Girls et la Lawnside School de Malvern.  
Elle décède à Malvern le 26 mai 1984. 